# Uno splendido disastro
Uno splendido disastro (Beautiful Disaster) di Jamie McGuire è un romanzo pubblicato nel 2011. Il romanzo dell'autrice statunitense è la prima opera della serie Beautiful, seguito da Infinitamente bello (Endlessly Beautiful), Uno splendido racconto (Mrs Maddox), Il mio disastro sei tu (Walking Disaster), Un disastro è per sempre (A Beautiful Wedding) e L'amore è un disastro (Something Beautiful).

## Trama
Uno splendido disastro racconta della storia d'amore tra Abby Abernathy e Travis Maddox. Abby Abernathy è una brava ragazza, all'apparenza sembra la solita ragazza della porta accanto, ma dentro di sé nasconde un passato oscuro da cui non riesce a fuggire. Quando arriva alla Eastern University con la sua amica del cuore, America, spera di poter ricominciare da zero ed iniziare una nuova vita. Al contrario di ciò che Abby sperava, viene travolta da un turbine di emozioni incontrando Travis Maddox, il ragazzo più ambito di tutta l'università, dalla fama di rubacuori. Abby capisce subito che Travis è esattamente il tipo di ragazzo da cui lei aveva promesso di stare lontana. Abby è convinta che non cadrà nella trappola di Travis come tutte le altre ragazze, perché sa che si caccerebbe solo nei guai. Quando però, a causa della sfacciataggine di Travis, i due fanno una scommessa e Abby si ritrova a convivere con lui per un mese, Travis si dimostra diverso da come lei si aspettava. Lui si scopre essere l'unico in grado di leggere quell'anima tormentata e di dare una casa a quel cuore sempre in fuga da tutto e da tutti. Abby però è troppo spaventata e abituata a essere tradita dalle persone a cui tiene per affidargli la chiave del suo cuore colmo di segreti.

## Storia editoriale
Il romanzo Beautiful Disaster viene autopubblicato dall'autrice a maggio del 2011. A giugno del 2012 i diritti del romanzo vengono acquistati dalla casa editrice americana Atria Books. Beautiful Disaster cattura l'attenzione anche in Europa, in particolare in Italia, dove la casa editrice Garzanti ne acquista i diritti esclusivi alla fine di luglio del 2012. Ad agosto 2012 il romanzo esce negli Stati Uniti e dopo tre giorni dalla pubblicazione entra a far parte della “top ten” della classifica del New York Times. A settembre 2012 il successo del romanzo continua. Scala le classifiche, e in rete su Goodreads, il social network dedicato ai lettori; il numero dei commenti è uno dei più alti registrati. In Italia desta interesse l'esistenza del libro e viene firmata una petizione per averne una traduzione in italiano.
Alla Fiera di Francoforte dell'Ottobre del 2012 il libro acquisisce sempre più notorietà. I diritti del romanzo sono stati venduti in 25 paesi del mondo. Nel dicembre del 2012, la Warner Bros., importante casa di produzione statunitense, acquista i diritti del libro per farne una trasposizione cinematografica. Il romanzo Beautiful Disaster arriva in Italia a Febbraio 2013 con il titolo tradotto in Uno splendido disastro e da allora è una presenza costante nella classifica dei best seller. Nel 2014 si contano più di un milione di copie vendute, e nel 2015 il romanzo è stato tradotto in più di cinquanta lingue.

## Personaggi

### Personaggi principali
- Abby Abernathy: La protagonista femminile del romanzo. Nonostante abbia solo diciannove anni, Abby è una ragazza matura e intraprendente, a tal punto che decide di trasferirsi da sola con la sua migliore amica a Eakins, per studiare alla Eastern University.Figlia di un truffatore con il vizio del gioco, che la perseguita per far saldare a lei i suoi debiti di gioco. A causa della sua infanzia burrascosa per colpa del padre, Abby ha problemi di fiducia nei confronti delle persone, ma soprattutto verso i ragazzi. Nonostante tutti i suoi problemi, Abby è dolce, gentile e disponibile. Dall'inizio del romanzo alla fine, affronta un cambiamento da una ragazza che sembra docile e spaventata a una donna forte e senza paura.[3]
- Travis Maddox: Il protagonista maschile del romanzo. Studente del secondo anno alla Eastern University e membro della confraternita Sigma Tau. Travis è noto nell'università come uno scansafatiche con problemi nel gestire la rabbia e capace di conquistare qualunque ragazza. Travis è conosciuto anche come “Mad-Dog”, lottatore imbattuto del cerchio, un ring sotterraneo illegale. Travis ha difficoltà a mostrare e forse anche a provare emozioni. L'unico amore che abbia mai provato è quello nei confronti della sua numerosa famiglia. Per questo cambia ragazza ogni giorno e ogni notte, non ha mai provato il rischio di innamorarsi veramente, ma quando Abby entra a far parte della sua vita cambia radicalmente.

### Altri personaggi
- America Mason: La migliore amica di Abby dal terzo anno di liceo e la ragazza di Shepley, cugino e coinquilino di Travis. Lunghi capelli biondi, occhi marroni,non molto alta e con un fisico minuto. America è una ragazza forte e testarda. Molto protettiva nei confronti della sua migliore amica, che considera come una sorella. America è la confidente di Abby; nonostante le abbia dato spesso dei terribili consigli, aiuta Abby a prendere una decisione importante sul suo futuro e quello di Travis.
- Shepley Maddox: Il migliore amico, cugino e coinquilino di Travis. Shepley è figlio unico ma è cresciuto insieme a Travis e ai suoi fratelli come se lui fosse il più piccolo. Capelli castani, occhi chiari, alto e magro. Shepley è l'unico componente della famiglia Maddox ad essere calmo, pacifico e senza tatuaggi. Ha la capacità di mettere le persone a proprio agio in qualunque situazione. Viene descritto come un ragazzo da relazioni serie, al contrario di Travis.
- Kara line: La compagna di stanza di Abby alla Eastern University, Kara è una ragazza molto seria e studiosa, infatti passa la maggior parte della sua giornata in camera a studiare. Avendo difficoltà nel socializzare e odiando la compagnia di gente indesiderata, risulta acida e scorbutica ed ha un carattere molto forte. Per questo lei e America si detestano. Nonostante ciò, Kara tiene davvero ad Abby. Le vuole bene malgrado non lo dimostri spesso: infatti cerca sempre di darle dei buoni consigli. Non le piace Travis, perché pensa sia codipendente da Abby.
- Parker Hayes